# 주한 미군 특수작전사령부
주한 미군 특수작전사령부(駐韓美軍特殊作戰司令部, 영어: Special Operations Command - Korea (SOCKOR))는 대한민국에 주둔하는 주한 미군의 한반도 지역 특수부대 사령부로, 한미연합군사령부에 특수부대 전력을 제공한다.

## 개요
SOCKOR은 평시에는 미 육군 그린베레 제1특전단의 한국 파견대인 "제39특전분견대"(39th Special Forces Detachment)를 비롯한, 대한민국에서 활동하는 모든 미국 특수부대 요원들에 대한 집행, 훈련, 확보, 계획을 총괄한다. 분쟁이나 전시에는 오키나와와 미국 본토로부터 특전부대 인원이 증원되며 대한민국 육군 특수전사령부와 함께 연합특수작전구성사령부(영어: CSOCC-K)를 구성하여 한미 연합 특수작전을 개시하게 된다. 대한민국 육군 특수전사령부의 사령관이 연합특수전사령부 사령관을 맡고 미국의 SOCKOR 사령관이 연합특수전사령부 부사령관을 맡게 된다. 그리고 그린베레 제1특전단이 여기에 배속된다.

## 역사
1988년 이전까지 대한민국 내의 특수작전부대는 주한 미군 J3 주한 특수작전부(영어: USFK J3 SOD-K)의 관리를 받았다. 1988년 10월 USFK J3 내에 SOC-K가 창설되었고, 제임스 에스탭 대령이 J3 SOD-K 첫 지휘관이자, C3 SOD-K 참모장을 맡았다. 이러한 양측을 지휘하는게 1995년까지 이어졌다. 5번째 지휘관인 부스 대령은 SOC-K를 독립 기능사령부로서 USFK J3 SOD로부터 성공적으로 분리하였다. SOCKOR로 개명되고, 주한 미군 지휘관의 예하 작전 지휘를 받는 하위 사령부가 되어 전구특수작전사령부(영어: TSOCS)로 참모들이 이동하였다. 초기 1989년에는 8명이었으며, 2010년에는 현역 82명 규모로 커졌다. 2000년에는 로널드 S. 메그넘 준장이 최초로 SOCKOR 장성 지휘관이 되었다. 2005년 10월 16일, 기존의 주한 특전분견대(SFD-K)가 제39특전분견대로 바뀌었다.
2009년, 제160특수작전항공연대 E중대가 4대대로 옮겨가면서 한반도를 떠났다.
2012년 5월 29일, 미국 특수작전사령부에서 열린 전구(戰區·theater) 특수작전사령부 회의 중, 패널 토의로 참가한 SOCKOR 사령관인 닐 톨리 준장이 "한·미 특전사 부대원들이 비밀리에 낙하산으로 북한으로 침투했다"고 발언했다는 것을 더 디플로멧의 기자인 데이비드 엑스가 보도하였다. 해당 발언에 뒤이어 "한국 전쟁 이후 건설된 20개 가량의 지하 비행장과 수천개의 지하 포병 진지, 그리고 최소 4개의 DMZ 지역의 침투 땅굴이 있는데 정확히 얼마나 많은지 모른다, 따라서 우리는 한·미 특전사 대원들에게 특수 정찰 임무를 부여했다, 그들은 조선인민군에게 발각되지 않도록 경량 센서와 고주파 무전기 등의 최소한의 장비를 갖추고 침투했다"라고 말하였다고 덧붙였다.
이 발언은 특수부대의 비밀 작전에 대한 보안 위반 문제부터 진실성 논란까지 여러 논란을 낳았으며, 5일 30일, 닐 톨리 준장은 자신의 발언이 잘못되었다고 인정하였다.
그에 따라 그는 6월 1일자로 해임되었으며, 국제안보지원군 아프가니스탄 북부지역 부사령관을 맡고 있던 에릭 웨트 준장이 6월 1일자 장성 인사에 따라 닐 톨리 사령관의 후임으로 임명되었다고 SOCKOR은 2012년 6월 5일에 언론을 통해 이외 같은 사실을 밝혔다.
서울시 송파구의 SOCKOR 근처에 있던 제39특전분견대가 2016년에 특수전사령부가 경기도 이천으로 이전하자 같이 이전하였다.

## 사진첩

제39특전분견대 (옛 주한 특전분견대(SFD-K)) 베레 플래시
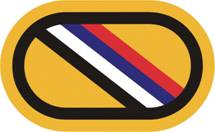
제39특전분견대 (옛 주한 특전분견대(SFD-K)) 배경 트리밍
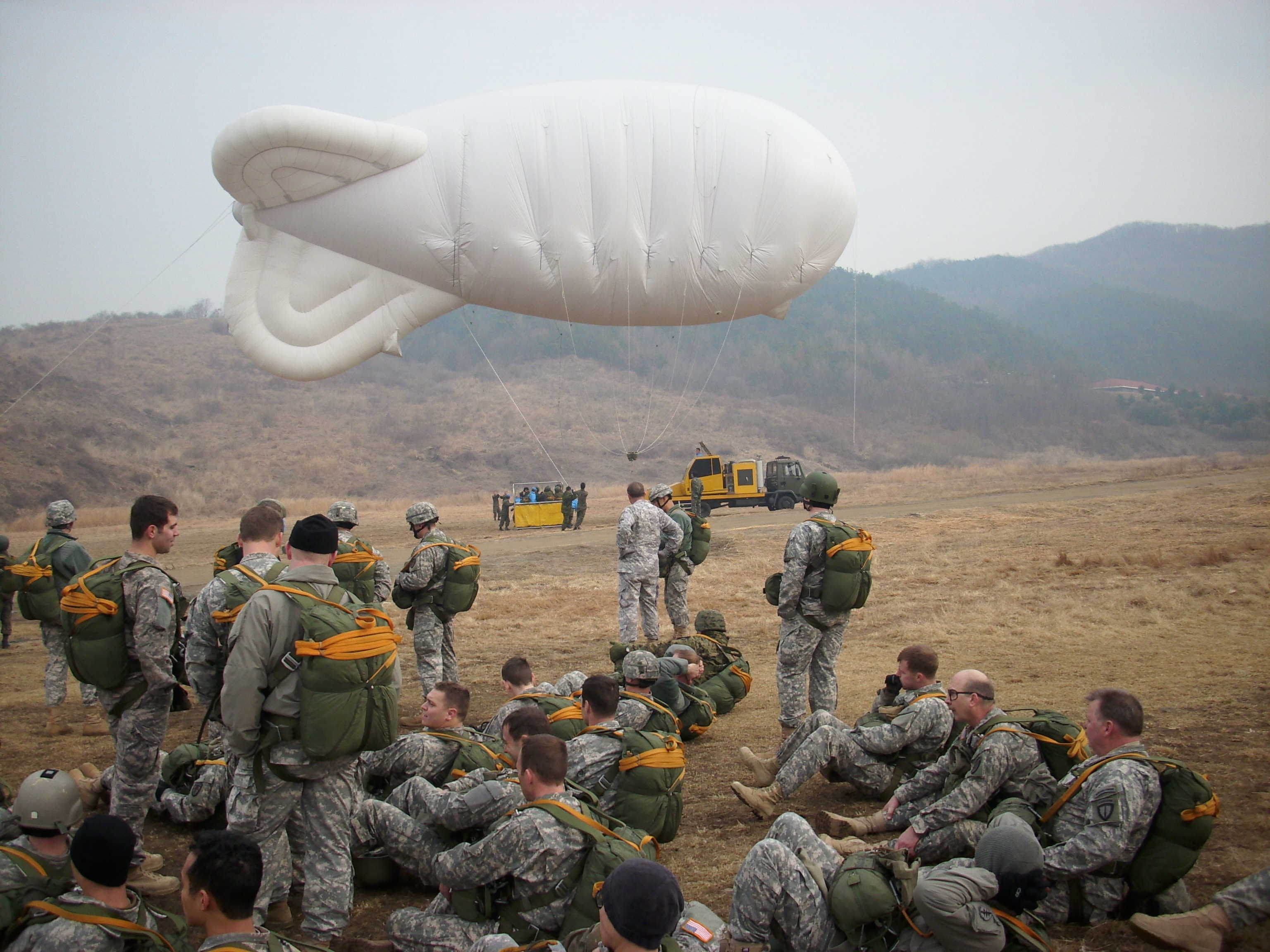
2009년 SOCKOR-ROKASWC 합동 훈련
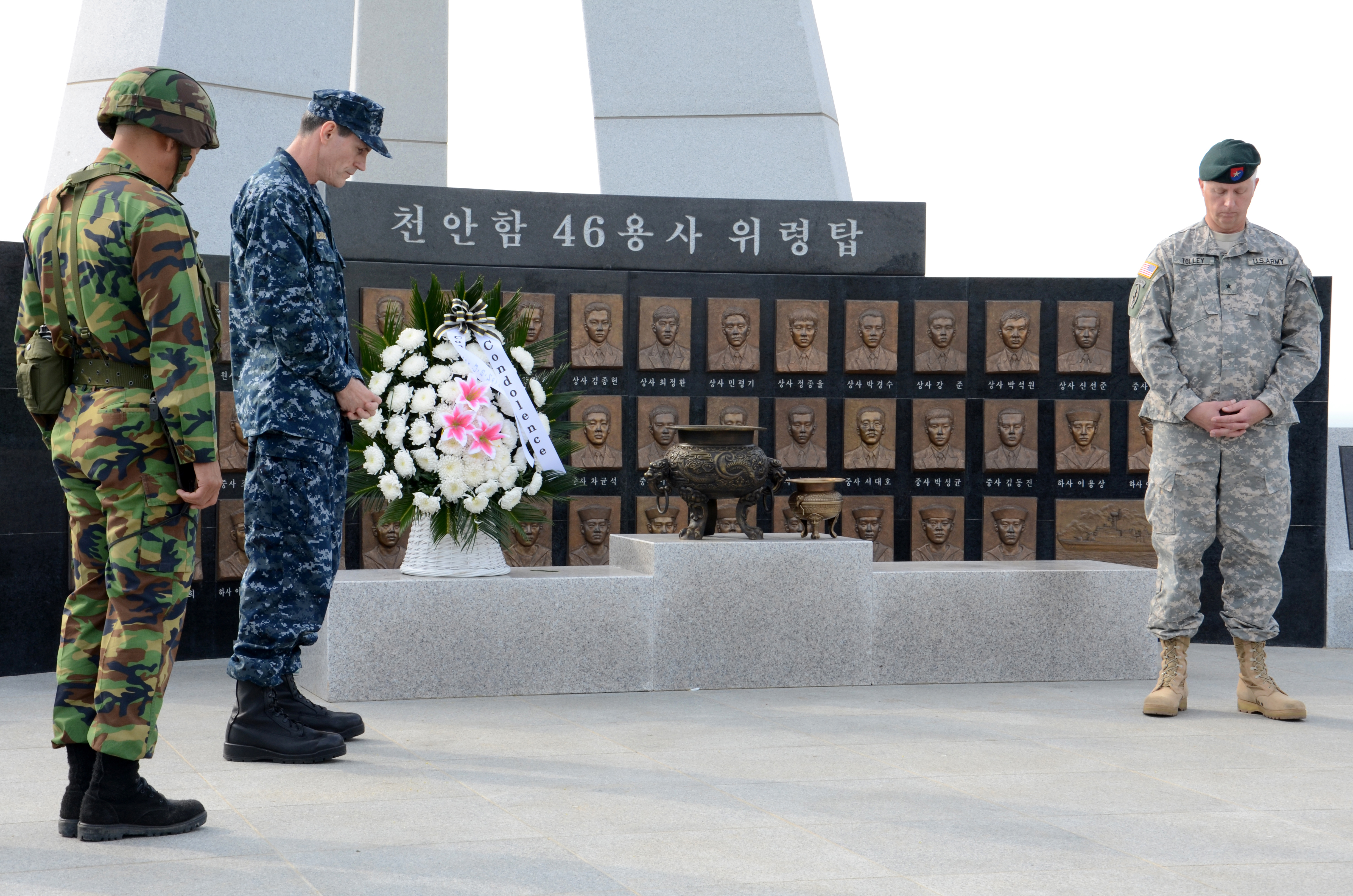
백령도의 천안함 46용사 위령탑에서 추모하는 닐 톨리 준장(오른쪽)

## 참고

### 인용
1. ↑  김필재 (2008년 4월 16일). “美 특수전 인력, 최근 韓美군사훈련 최대규모 참가”. 미래한국. 2012년 2월 1일에 확인함.
2. ↑  “39th Special Forces Detachment (Airborne), 1st Special Forces Regiment”. 글로벌시큐리티. 2012년 5월 16일에 확인함.
3. ↑  손제민 (2012년 5월 29일). “주한미군 특전사가 낙하산 타고 북한 침투?”. 2012년 6월 26일에 확인함.
4. ↑  Eyder Peralta (2012년 5월 30일). “General Says He Was 'Accurately Quoted' But Misspoke On North Korea” (영어). NPR. 2012년 6월 25일에 확인함.
5. ↑  정성기 (2012년 6월 5일). “주한미군 특전사령관 교체…북한 침투 '실언' 이유”. MBN 뉴스. 2012년 6월 25일에 확인함.
6. ↑  임인택; 조일준; 임지선 (2017년 8월 17일). “(단독) 숨겨진 미군부대 터, 위례새도시 도로를 가로막았다”. 한겨례. 2018년 6월 22일에 확인함.

### 자료
- “2019 Fact Book” (PDF) (영어). USSCOM Public Affair Office: 38. 2019년 5월 20일에 확인함.
- “Special Operations Forces References Manual” (PDF) (영어). 미국 공군대학: 26. 2012년 2월 3일에 원본 문서 (PDF)에서 보존된 문서. 2012년 2월 3일에 확인함.
- “Fact Book: United Statees Special Operations Command” (PDF) (영어). 미국 과학자 연맹: 41. 2012년 2월 3일에 확인함.
- 문장학 연구소
  - “U.S. Army Element, Special Operations Command, Korea” (영어). 문장학 연구소. 2014년 3월 19일에 원본 문서에서 보존된 문서. 2012년 9월 27일에 확인함.
  - “Special Operations Command, Korea (U.S. Army Element) - Insignia” (영어). 문장학 연구소. 2014년 3월 19일에 원본 문서에서 보존된 문서. 2012년 2월 3일에 확인함.
  - “Special Operations Command, Korea (U.S. Army Element) - Beret” (영어). 문장학 연구소. 2014년 3월 19일에 원본 문서에서 보존된 문서. 2012년 2월 3일에 확인함.